# Ogasawara-ryū

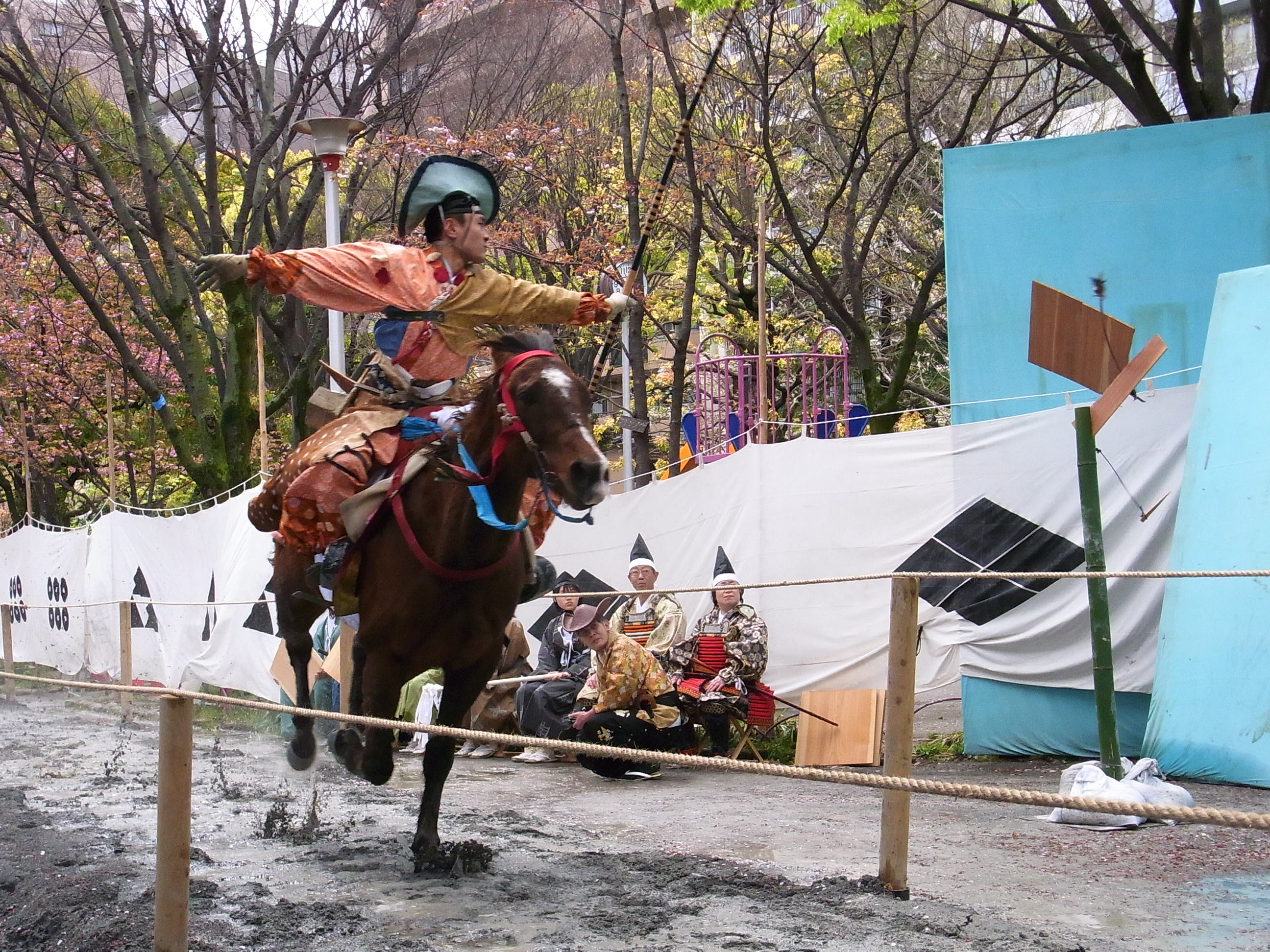
Pratique du tir à l'arc à cheval (Yabusame)

Ogasawara-ryū (小笠原流, « École Ogasawara ») est un système traditionnel japonais d'arts martiaux et d’étiquette, formalisé et transmis par le clan Ogasawara.

## Histoire
À l'origine, l'école a été développée par Ogasawara Nagakiyo pendant la période Kamakura (1185–1333). Elle se spécialise en art équestre (bajutsu), tir à l'arc (kyujutsu), tir à l'arc à cheval (yabusame) et développe une étiquette particulière,. Nagakiyo est le premier à être appelé Ogasawara dont le nom vient de son propre village. Il appartient au clan Minamoto. Son père, Minamoto Tomitsu est très doué dans les arts littéraires et militaires.
Nagakiyo sert Yoritomo No Minamoto, le fondateur et le premier shogun du shogunat de Kamakura au Japon, en tant que maître du tir à l'arc et d'équitation, ce qui permet d’accroître la notoriété des Ogasawara. L'étiquette, cependant, n'est pas perçue comme quelque chose de fondamental par la classe des guerriers pendant la période Kamakura. Il en résulte que Nagakiyo ne l’enseigne pas.
Durant le règne d'Ashikaga Takauji, le premier shogun Ashikaga, un descendant de Nagakiyo, Ogasawara Sadamune (1292–1347) est chargé de maintenir une étiquette correcte à la cour Takauji's, c’est ainsi que naît l’appellation officielle Ogasawara-ryū. Le shogun fait appel à lui en raison de sa grande contribution à la chute du shogunat de Kamakura, et s’engage à ce que l'étiquette Ogasawara devienne le code de bonne conduite de la classe guerrière. Sadamune est un disciple de Seisetsu Shōchō (Ch'ing-cho Ch'eng-cheng) et incorpore les pratiques zen Seisetsu dans l'enseignement de l'école,. Trois générations après Sadamune, Ogasawara Nagahide écrit le premier manuel d’étiquette, l'Itto Sangi en 1380. L’Itto Sangi contient également des enseignements de la famille Ogasawara sur l'équitation et le tir à l'arc. Ce manuel est la pierre angulaire de l'étiquette Ogasawara.
Au cours de la période des provinces en guerre, à savoir la période Sengoku, le chef de famille, Sadayoshi, transmet les « Sept volumes d'étiquette Ogasawara » à son fils Hidemasa. Malgré cela, les aspects martiaux de l'enseignement de l'école ont été en grande partie perdus à la fin de la  période Muromachi (1573), et l'école n'a survécu qu’au travers de l’enseignement de l’étiquette. Le style Ogasawara de tir à l'arc monté a finalement été relancé en 1724 par Ogasawara Heibei Tsuneharu. 
Durant la période Edo, le clan Ogasawara enseigne les subtilités de son étiquette à l'élite. À cette période, l’ensemble de la population est imprégnée par l’étiquette Ogasawara, car les mœurs de la classe guerrière ont été plus largement adoptées. Le code de l'étiquette Ogasawara est particulièrement complet. Il présente les rituels pour des événements annuels, la disposition du mobilier, comment changer et plier les vêtements, la façon d'écrire les cartes correctement, comment manger de manière appropriée, comment emballer des cadeaux, et plus encore. 
Dans les années 60, Tadamune Ogasawara revendique l'héritage des enseignements de Ogasawara-ryū sur l'étiquette officielle, et introduit ces éléments au public pour la première fois de façon officielle. En effet, les principes de l’école Ogasawara sont strictement enseignés au shogun et à l’élite dirigeante. Par conséquent, les enseignements n'ont jamais officiellement atteint la classe populaire. Mais Tadamune a introduit au public l’étiquette Ogasawara pour la première fois en tant que maître héréditaire. Il a estimé que l'absence de courtoisie et de discipline avait débouché sur un laisser-aller démoralisant et espère en faire un des atouts culturels japonais fort de ses 800 ans d’histoire. Les enseignements Ogasawara, sous l’appellation ryū reihou, sont encore en usage aujourd'hui. Le constructeur automobile Lexus forme ses vendeurs au ryū Reihou d'Ogasarawa. Par ailleurs, la Maison impériale du Japon utilise l'étiquette Ogasawara et l'actuelle maître des cérémonies est une héritière de la branche cadette du 52e empereur du Japon.

## Étiquette
L'école Ogasawara a jeté les bases de l'étiquette de la classe des samouraïs au Japon. Ces règles et pratiques comprennent les manières de s’incliner pour saluer (neuf façons différentes ), de se nourrir, le mariage, et d'autres aspects de la vie quotidienne, jusqu'à certains détails tels que la manière de correctement ouvrir ou fermer une porte.
L'essence de l'étiquette Ogasawara, c'est de faire ce que l'on attend de tout membre à part entière de la société. En ce sens, les règles sont tout à fait naturelles, mais souvent mal comprises. Un document issu du clan Ogasawara décrit l'essence de l'étiquette comme suit : « Il faut s’émanciper de ses propres pensées et écouter les opinions des autres. Si l’on s’émancipe de son idée de départ, la vraie raison viendra à nous instinctivement ». L'étiquette, en somme, est la considération pour autrui. La bonté sincère est au cœur de sa manifestation.

## Source de la traduction
- (en) Cet article est partiellement ou en totalité issu de l’article de Wikipédia en anglais intitulé « Ogasawara-ryū » (voir la liste des auteurs).